# Montaud (Hérault)
Montaud é uma comuna francesa na região administrativa de Occitânia, no departamento de Hérault. Estende-se por uma área de 12,92 km². Em 2010 a comuna tinha 1 018 habitantes (densidade: 78,8 hab./km²).